# Truncatoflabellum dens
Truncatoflabellum dens är en korallart som först beskrevs av Alcock 1902.  Truncatoflabellum dens ingår i släktet Truncatoflabellum och familjen Flabellidae. Inga underarter finns listade i Catalogue of Life.